# S1偵察車
偵察車S1（アメリカ軍）は、第二次世界大戦中、アメリカ陸軍向けにオーストラリアで生産された偵察車である。

## 経歴と概要
1942年、オーストラリアのアメリカ陸軍航空軍（USAAF）は、飛行場の防衛とパトロールのために用いる軽装甲車の必要条件を提示した。この仕様は偵察車S1（アメリカ軍）と呼ばれる車両にまとめられた。約40輌がフォード・オーストラリアで生産された。
この車輛はフォードF15（CMPトラック）の車体をベースに用いた。（四輪駆動の車輛も1輌生産された。）オープントップの装甲車体はM3装甲車と同様の構造である。兵装は、複数のレールの上に載せられた1門の12.7mm機関砲と、2挺の7.62mm機銃で構成され、5人の乗員によって用いられた。